# Arts Tower (Panama)
Arts Tower è un grattacielo di 78 piani in Avenida Balboa, a Panama, capitale di Panama.

## Caratteristiche
Costruito tra il 2008 e il 2013 è con i suoi 247 metri il quinto edificio più alto della città e dello stato.
È parte del complesso di Bicsa Financial Center.
Progettata da "Bettis Tarazi Arquitectos" ed è un esempio di architettura moderna.